# Klaus P. Hansen
Klaus Peter Hansen (* 20. Mai 1942 in Düsseldorf) ist ein deutscher Kulturwissenschaftler. Er war von 1982 bis 2007 Inhaber der Professur für Amerikanistik an der Universität Passau. 2003 gründete er die Hansen-Stiftung, die Forschungsarbeiten auf dem Gebiet der Kultur- und Kollektivwissenschaft fördert.

## Leben
Hansen studierte zunächst Betriebswirtschaft an der Universität Tübingen. Nach zwei Semestern wechselte er zur Literaturwissenschaft (Anglistik, Germanistik) an die Universität Bonn. 1972 wurde er an der Universität Düsseldorf mit der Arbeit Vermittlungsfiktion und Vermittlungsvorgang in den drei großen Erzählungen Herman Melvilles im Bereich Amerikanistik promoviert und 1981 an der Universität Essen habilitiert (Die retrospektive Mentalität: Europäische Kulturkritik und amerikanische Kultur). 1982 nahm er den Ruf auf die Professur für Amerikanistik an der Universität Passau an.
Hansen gründete 2003 die nach ihm benannte Hansen-Stiftung und rief an der Universität Passau die Forschungsstelle Grundlagen Kulturwissenschaft ins Leben, die über die Stiftung finanziert wird. Sie fördert Forschungsarbeiten zur Kultur- und Kollektivwissenschaft und gibt eine Schriftenreihe heraus. 2014 wurde die Forschungsstelle an die Universität Regensburg verlegt und in Forschungsstelle Kultur und Kollektivwissenschaft umbenannt.

## Tätigkeiten
In seiner Habilitation wandte sich Hansen von streng literaturwissenschaftlichen Zugängen zur Amerikanistik ab und orientierte sich an lebensweltlichen Fragestellungen. Durch die Lehrtätigkeit im Rahmen des 1989 an der Universität Passau gegründeten Studiengangs Diplomkulturwirt wurde sein Interesse an den theoretischen Grundlagen der Kulturwissenschaften (insbesondere am Begriff der Kultur) geweckt. Daraus resultierte das Lehrbuch Kultur und Kulturwissenschaft, das 2011 in vierter Auflage erschien. 
Die Widersprüche und Ambivalenzen in der Kulturtheorie veranlassten ihn dazu, dem Begriff der Kultur den formaleren des Kollektivs an die Seite zu stellen. Er schuf die theoretischen Grundlagen einer Kollektivwissenschaft (siehe z. B. den Begriff der Multikollektivität), die er 2009 in dem Buch Kultur, Kollektiv, Nation veröffentlichte.

## Publikationen (Auswahl)
- Vermittlungsfiktion und Vermittlungsvorgang in den drei großen Erzählungen Herman Melvilles. Athenäum, Frankfurt 1972
- Die retrospektive Mentalität: Europäische Kulturkritik und amerikanische Kultur. Narr, Tübingen 1984
- Die empfindsame Theologie Nathaniel Hawthornes (Literaturwissenschaftliche Monographien, Bd. 4). CMZ, Rheinbach-Merzbach 1986
- Die Mentalität des Erwerbs: Erfolgstheorien amerikanischer Manager. 2. Auflage, dtv, München 1995 (1. Auflage, Campus, Frankfurt/New York 1992)
- Kulturbegriff und Methode: Der stille Paradigmenwechsel in den Geisteswissenschaften. Narr, Tübingen 1992 (Herausgeber)
- Kultur und Kulturwissenschaft: Eine Einführung. 4. Auflage, UTB-Francke, Tübingen/Basel 2011 (1. Auflage 1995)
- Kultur, Kollektiv, Nation. Stutz, Passau 2009
- Versuch einer Systematisierung der Kollektivwissenschaft. In: Zeitschrift für Kultur- und Kollektivwissenschaft, H. 1, Jg. 1 (2015), S. 89–110, ISBN 978-3-8376-3033-6